# Yangchun

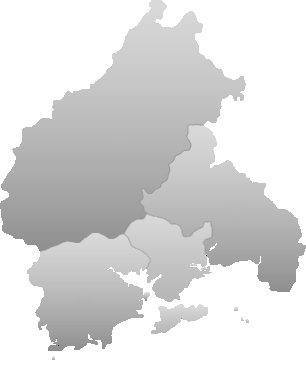
Lage der kreisfreien Stadt Yangchun im Gebiet der bezirksfreien Stadt Yangjiang

Die Stadt Yangchun (chinesisch 阳春市, Pinyin Yángchūn Shì) ist eine kreisfreie Stadt in der südchinesischen Provinz Guangdong. Sie gehört zum Verwaltungsgebiet der bezirksfreien Stadt Yangjiang. Yangchun hat eine Fläche von 4.038 km² und zählt 875.896 Einwohner (Stand: Zensus 2020). Regierungssitz ist das Straßenviertel Chuncheng 春城.

## Administrative Gliederung

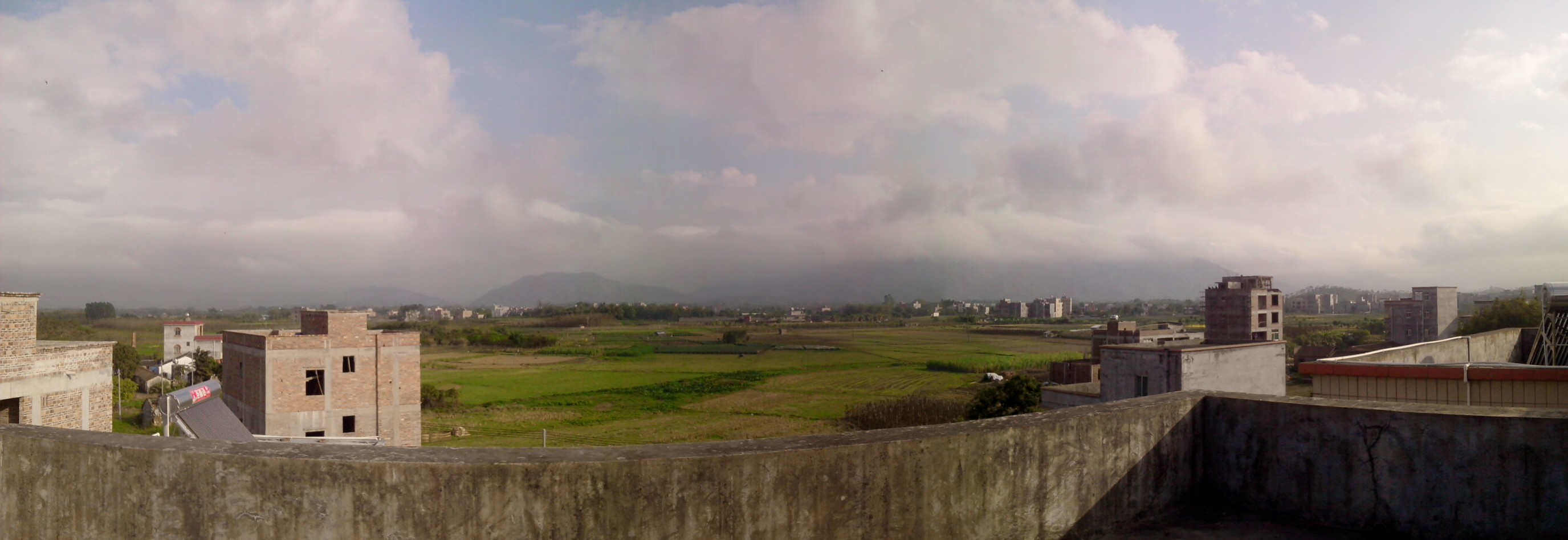
Landschaft in Yangchun

Auf Gemeindeebene setzt sich Yangchun aus einem Straßenviertel und fünfzehn Großgemeinden zusammen. 